# Eduard Saenger
Eduard Saenger (geboren 17. April 1880 in Berlin; gestorben 22. März 1948 in London) war ein deutscher Journalist und Schriftsteller.

## Leben
Eduard Saenger wuchs von 1883 bis 1888 in den USA und danach in einem Waisenhaus in Deutschland auf. Er studierte Philologie in Berlin, wurde promoviert und war Soldat im Ersten Weltkrieg. Saenger arbeitete als Journalist für verschiedene Zeitungen und als Sprecher für den Rundfunk. Seine Übersetzung der Sonette Shakespeares erschien 1909 im Insel-Verlag, er übersetzte das Waltarilied aus dem Lateinischen. Saenger, der als Jude in Nazi-Deutschland diskriminiert wurde, emigrierte 1935 nach England und versuchte dort seinen Unterhalt als Privatlehrer, Übersetzer und Journalist zu bestreiten.
Sänger war von 1905 bis 1920 mit Margarete Meisel verheiratet; ihr Sohn Walter wurde 1905 geboren. In zweiter Ehe heiratete er 1938 Ilse Widemann (geb. 1900).

## Schriften (Auswahl)
- Shakespeares Sonette. Übertragen von Eduard Saenger. Insel Verlag, 1909.
- Der Pfad: Gedichte. Wilmersdorf : A. R. Meyer, 1913.
- Weg und Wesen: Gedichte. Berlin : Wir Verlag, 1922.
- Nichts und Alles: Eine Lehre vom Adel. Essay. Berlin : Wir Verlag, 1923.
- Das Walthari-Lied. Übertragung von Eduard Saenger. Einführung Wolfgang Golther. Leipzig: Ph. Reclam jun. 1928.
- Aesopische Fabeln von Phaedrus, d. Freigelassenen d. Augustus. Übertragung Eduard Saenger. Leipzig: Ph. Reclam jun., 1929.
- Anthologie altgriechischer Lyrik : Unter Benutzung von Teilen der Jacobs-Boeselschen Auswahl. Leipzig: Ph. Reclam jun., 1930.
- Goethe, der Mensch, der Kämpfer. London: Freier Dt. Kulturbund, 1944.
- Die fremden Jahre: Gedichte aus der Emigration. Heidelberg: L. Schneider, 1959.
- Bücher-, Menschenverbrennungen. Berlin: Verlag Europäische Ideen, 1983.